# Caos (mitologia)
|  | Per a altres significats, vegeu «Caos». |

Segons la mitologia grega, el caos (en grec antic Χάος) era el principi informe existent des de sempre del qual s'originaren totes les coses del món. Comú als diferents mites cosmogònics grecs, era concebut com una barreja desordenada de tots els elements, que segons els grecs eren quatre: terra, aire, aigua i foc.
Les tres característiques més importants del Caos:
- És un forat sense fons on tot cau de manera inacabable. Això radicalment contrasta amb la Terra que n'emergeix per oferir un lloc estable.
- És un lloc sense cap orientació possible, on tot hi cau en totes les direccions.
- És un espai que divideix: després que la Terra i el Cel se separessin, el Caos roman entre els dos.[1]

Hesíode, poeta grec del segle viii aC, citava a la seva obra Teogonia el mite de creació que explica que abans de totes les coses existia el Caos; i després Gea la fertilitat, pilar sòlid de tots els Immortals que habiten els cims del nevat Olimp i el Tàrtar fosc enclavat a les profunditats de la terra espaiosa; i després Eros, el més bell dels déus immortals, que trenca les forces, i que de tots els déus i de tots els homes posseeix la intel·ligència i sapiència. I del Caos van néixer Èreb i la negra Nix, (...) Així narra com els primers déus, protògens, van sorgir directament del Caos.
Pierre Grimal diu que va engendrar l'Èreb i la Nit (Nix), després el Dia (Hèmera) i l'Èter. De vegades se'l presenta com a fill del Temps (Cronos) i germà d'Èter.
El poeta romà del segle I, Ovidi, definia el Caos primigeni de la següent forma: (...) quan el mar i la terra i el que cobreix tot el firmament estaven units i tota la naturalesa aparentava com una bola, això era anomenat Caos.
Ramon Llull identificava el caos com la primera matèria creada per Déu, adoptant les característiques de la informitat grecollatina.